# Shake a Tail Feather
Shake a Tail Feather è una canzone scritta da Verlie Rice, Otha Hayes e Andre Williams. Originalmente è stata cantata nel 1963 dai The Five Du-Tones, la cui versione ha raggiunto il numero 51 nelle classifiche pop degli Stati Uniti.
Shake a Tail Feather è stata cantata molte volte da diversi artisti nel corso degli anni. Tra questi forse il maggior successo lo ottenne Ray Charles, che ha eseguito la canzone nel film The Blues Brothers (1980).
La canzone inoltre è stata cantata dalle Cheetah Girls nel film Chicken Little - Amici per le penne della Walt Disney nel 2005.
Altri artisti di una certa fama che hanno registrato la canzone sono Ike and Tina Turner, Mitch Ryder, Tommy James and the Shondells.